# طارق المطيري
طارق مداد المطيري لاعب كرة قدم سعودي ، يلعب في نادي الباطن.